# Барчас, Антанас
Анта́нас Ба́рчас (лит. Antanas Barčas; 13 июня 1928, дер. Паскинай , под Юрбаркасом — 15 сентября 1990, Каунас) — литовский актёр театра и кино.
В 1951 году был сослан в Сибирь по обвинению в антисоветской деятельности. Реабилитирован в 1956 году. В 1957 году окончил Каунасское музыкальное училище. В 1957—1959 годах — актёр Каунасского музыкального театра. С 1959 года — актёр Каунасского государственного драматического театра.

## Роли в кино
- 1965 — Никто не хотел умирать (Niekas nenorejo mirti) — «Борода»
- 1969 — Чёрный, как я — Джон МакКинли
- 1971 — Камень на камень (Akmuo ant akmens) — Стасис
- 1972 — Берег ветров (Tuuline rand) — Матис
- 1972 — Кровавый камень (Verekivi) — барон Юкскюль (главная роль)
- 1973 — Родник в лесу (Ukuaru) — Карл Оли
- 1975 — День возмездия (Atpildo diena) — капитан
- 1975 — Тревоги осеннего дня (Nerami rudens diena)
- 1976 — Потерянный кров (Sodybų tuštėjimo metas) — Бугянис
- 1976 — Смерть под парусом — мистер Финбоу (озвучил Артём Карапетян)
- 1977 — Обмен (Mainai) — председатель колхоза
- 1977 — Парень с Рабочей улицы (Vaikinas iš Darbininkų gatvės)
- 1980 — Братья Рико — Данди
- 1981 — Рай красного дерева (Raudonmedžio rojus)
- 1981 — Синдикат-2 — Менжинский (озвучил Михаил Глузский)
- 1982 — Богач, бедняк… (Turtuolis, vargšas…) — начальник полиции
- 1982 — Таран (Tarāns) — Алексеич
- 1983 — Уроки ненависти (Neapykantos pamokos) (эпизод)
- 1985 — Моя маленькая жена (Mano mažytė žmona) — Леопольдас Тамонис, отец Линаса
- 1986 — Шестнадцатилетние (Šešiolikmečiai) — фабричный рабочий
- 1986 — Покушение на ГОЭЛРО —  Вячеслав Рудольфович Менжинский (главная роль)
- 1989 — Осень приходит лесами (Miškais ateina ruduo) (эпизод)